# Fantomas 70
Fantomas 70 (Fantomas) è un film del 1964, diretto da André Hunebelle. Appartiene al filone cinematografico ispirato al personaggio di Fantômas dei romanzi di Pierre Souvestre e Marcel Allain, uno dei più celebri cattivi della letteratura francese del Novecento, e fu il primo di tre film su questo personaggio diretti da Hunebelle; i successivi sono Fantomas minaccia il mondo (Fantomas se déchaîne, 1965) e Fantomas contro Scotland Yard (Fantomas contre Scotland Yard, 1967).
Come per gli altri "Fantomas" di Hunebelle, le vicende dell'arcimaligno criminale vengono interpretate in chiave fumettistica, quasi parodistica. Il ritmo del film è retto principalmente dalla figura comica del Commissario Juve, interpretato da Louis de Funès. Jean Marais (doppiato come Fantomas dall'attore Raymond Pellegrin) interpreta il ruolo di Fantomas e quello di Jerome Fandor, un altro paladino del bene oltre al goffo commissario.
Il film appare abbastanza lontano dalla figura del bandito così come lo concepirono i suoi autori; l'ultraottantenne Marcel Allain, unico dei due scrittori ancora in vita (Souvestre era morto nel 1914), intentò causa alla produzione del film (ma non riuscì a far valere le sue ragioni perché morì prima della fine del processo).

## Trama
Fandor, un giornalista de Le point du Jour, pubblica una falsa intervista a Fantomas, nella quale mette in bocca al celeberrimo bandito un delirante piano di conquista del mondo e altre amenità consimili, condite da una strampalata e risibile Weltanschauung. Il mendace articolo fa scalpore in tutto il mondo, tant'è che persino il commissario Juve è costretto a rilasciare una dichiarazione alla nazione in merito a siffatta intervista. Sennonché il vero Fantomas, dipinto da tutti i mass media come un pazzo furioso, decide di rivalersi sul giornalista che lo ha tanto clamorosamente diffamato, assumendone le sembianze e portando avanti col di lui volto svariati misfatti.
Il commissario Juve casca nel tranello del camuffamento e non ha più dubbi: quella di Fandor è la vera identità di Fantomas! Juve si unisce quindi alla caccia, ma il camaleontico Fantomas commette subito un crimine indossando una maschera nelle sembianze di Juve. Alla fine Fandor, Juve e la fidanzata di Fandor Hélène si lanciano all'inseguimento del grande criminale, chi in auto, chi in elicottero,  ma è tutto inutile, poiché l'uomo dalle mille maschere riesce infine a sfuggire utilizzando un sottomarino.

## Critica

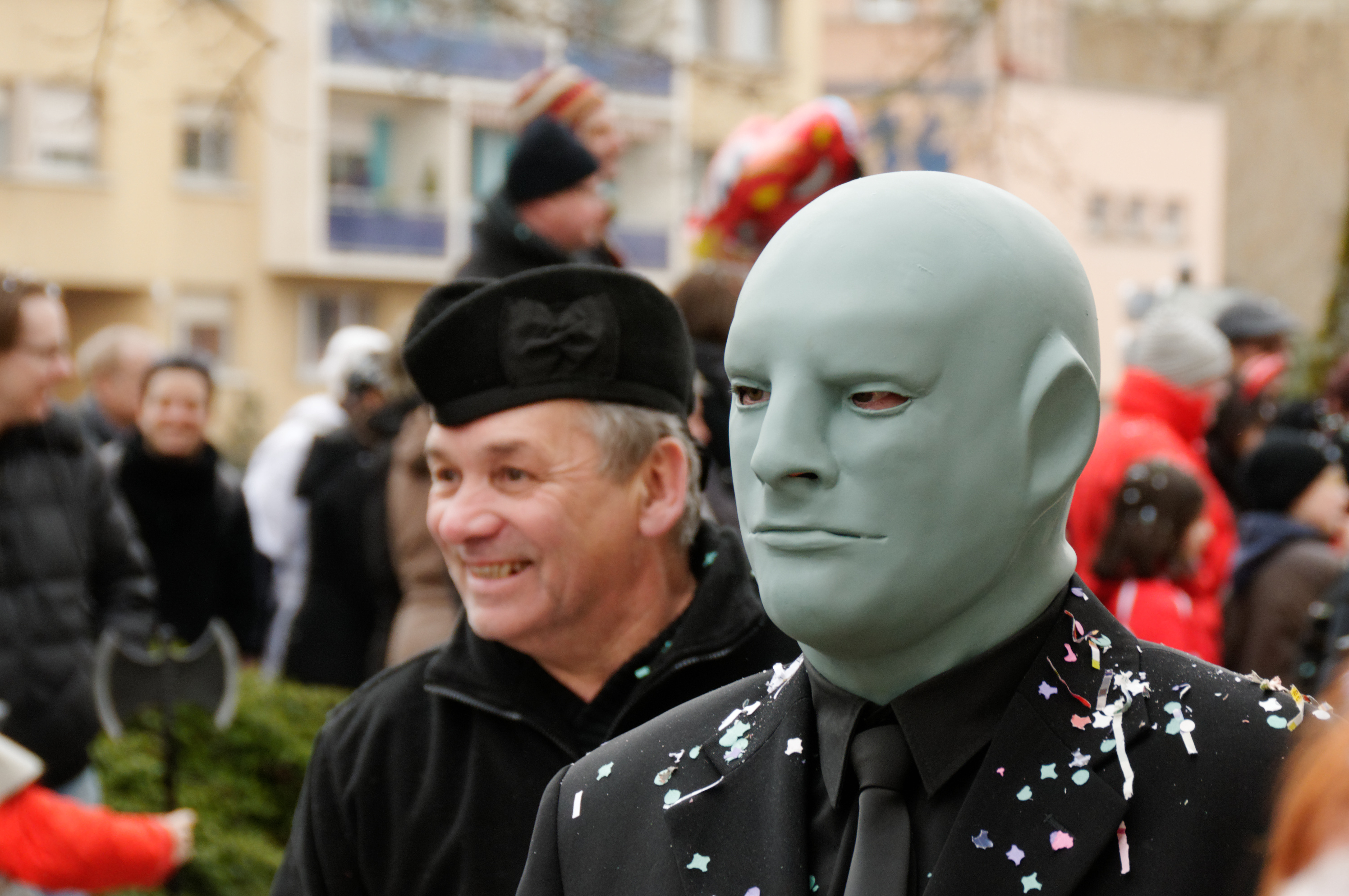
Fantômas, la maschera

Cinquanta anni dopo la trasposizione cinematografica di Louis Feuillade con la sua classica serie di Fantômas (1913, suddivisa in cinque episodi), il famigerato criminale torna al cinema francese in questa colorata commedia d'azione, primo dei tre nuovi film su Fantomas caratterizzati da Louis de Funès e Jean Marais. Il gruppo di produzione è molto cauto nel calpestare il vecchio terreno, e piuttosto che tentare un remake diretto dei film di Feuillade, intraprendono un percorso completamente diverso. Con il suo formato di commedia d'azione, il film è molto più vicino ad essere una parodia dei romanzi popolari di Marcel Allain e Pierre Souvestre, piuttosto che un adattamento fedele, che fu quello tentato da Feuillade.
Fantomas 70 è certamente un film molto diverso dal Fantômas del 1913, anche se entrambi sono stati destinati a un pubblico di massa. Mentre il film di Feuillade è un'opera agghiacciante e suggestiva, che riesce a trasmettere la pervadente minaccia di Fantomas, la versione di André Hunebelle è poco più di una commedia d'azione convenzionale, che è molto più interessata ad acrobazie comico-farsesche che non alla caratterizzazione. Poiché i loro approcci sono così diversi, è difficile e forse ingiusto fare paragoni tra i due film. Tuttavia, pochi avrebbero a contestare che il Fantômas di Feuillade sia il migliore dei due, specie sul piano artistico.
Il cast di Fantomas 70 è interessante ed è stato fonte di grandi controversie. A Jean Marais fu dato maggior risalto a causa del suo duplice ruolo di Fantomas e del giornalista Fandor. Chiaramente Marais è perfetto nei panni di Fantomas, con i suoi movimenti fisici potenti ed eleganti, ma il suo impatto nel film è diminuito dal suo modo di interpretare il carattere molto più debole di Fandor. Quest'ultimo è un eroe d'azione tradizionale che, a oltre 50 anni, Marais è troppo vecchio per rappresentare in maniera convincente (sebbene riesca ad eseguire azioni con alcune acrobazie notevoli). Presumibilmente per evitare di complicare i due ruoli di Marais, nella parte di Fantômas viene doppiato dalla voce dell'attore Raymond Pellegrin.
Nonostante Jean Marais abbia due ruoli da protagonista nel film, è tuttavia Louis de Funès che domina la commedia, nel suo ruolo di Juve, nemico mortale di Fantomas. A De Funès viene data la parte solo dopo che un altro grande attore comico, Bourvil, l'aveva rifiutata. A quel tempo, de Funès era diventato una star all'improvviso, grazie al successone della sua interpretazione nella commedia di Jean Girault, Una ragazza a Saint-Tropez (il primo di una lunga serie di film). Il ruolo di de Funès in Fantomas 70 cementa la sua popolarità e non molto tempo dopo diventa l'attore più popolare di Francia.
La mimica gommosa di de Funès trova ulteriori possibilità di esprimersi e con notevole apprezzamento di pubblico, dato che i risultati commerciali del film sono notevoli (confermati dai successivi Fantomas minaccia il mondo e Fantomas contro Scotland Yard). Nel complesso però l'estro creativo del comico risulta imbrigliato nel personaggio e chiuso dalla meccanicità e ripetitività dello scontro col malefico antagonista.
Fantomas agli italiani riporta alla mente, con le dovute differenze, il mitico Diabolik ideato nel 1962 dalle sorelle Angela e Luciana Giussani. Anche qui maschere, tranelli, inseguimenti e sparatorie imperano. Nel 1968 Mario Bava ne ha curato l'adattamento per il grande schermo, non approvato dalle realizzatrici del fumetto – proprio come per Fantomas 70 – ma impreziosito da fantasiose scenografie pop art e dalla suggestiva colonna sonora del maestro Ennio Morricone.

## Produzione
Si racconta che il rapporto di lavoro tra i due attori principali non sia stato buono: Marais risente la popolarità di Louis de Funès e fa osservazioni poco lusinghiere sul personaggio interpretato dal suo rivale. Fortunatamente, niente di tale antagonismo è percepibile nel film. In ogni caso Marais accetta subito che il proprio nome stia sui manifesti accanto a quello di de Funès, il quale col passare del tempo gli ruba la scena e diventa il vero protagonista della serie. Più semplice è invece la sintonia con Mylène Demongeot, che negli anni 1960 viene lanciata come una sorta di nuova Brigitte Bardot.

Scena della gru, dove de Funès si storce la spalla

Louis de Funès viene ferito in una scena in cui è sospeso dal braccio di una gru su Parigi. Sebbene nella realtà fosse solo a un metro da terra, "alcuni tronchi nervosi, stirati dalla lunga sospensione, avevano causato la paralisi dei muscoli della spalla.". All'attore ci vorranno diversi anni per recuperare, in parte, le sue capacità muscolari.
Un nuovo Fantômas venne annunciato nel 2002 con Jean Reno e José Garcia nei ruoli dei protagonisti.. Il progetto, con la regia di Frédéric Forestier fu sospeso nel 2003 dalla società di produzione "La Petite Reine" di Thomas Langmann, per essere poi riattivato all'inizio del 2009. Il nuovo adattamento di Fantômas, con un budget di 50 milioni di euro finì per esser diretto da Christophe Gans tra la fine del 2009 e l'inizio del 2010.
Una curiosità: in questo film il nome "Fandor" del giornalista interpretato da Jean Marais, non viene né pronunciato né scritto, il che significa che per tutto il film non si conosce l'identità del giornalista, che è invece appresa nel successivo Fantomas minaccia il mondo.

### Botteghino
Con 4,5 milioni di spettatori nelle sale francesi, Fantomas 70 in uscita è stato uno dei grandi successi dell'anno, anno di gran successo soprattutto per Louis de Funès che contemporaneamente ha avuto anche Una ragazza a Saint-Tropez a coronargli definitivamente la fama di grande comico nazionale.
Il film farà più di 60 milioni di entrate in URSS – un tale successo che si pensò di farne un sequel intitolato Fantomas a Mosca (ma l'idea viene poi scartata, a favore di Fantomas minaccia il mondo).

### Location
Gli esterni del film sono stati girati nelle seguenti location:
- Francia 
  - Parigi
    - I arrondissement di Parigi: Place Vendôme e Rue de Castiglione
    - VIII arrondissement di Parigi: Place de la Concorde e Avenue des Champs-Élysées

  - Val-d'Oise
  - Bocche del Rodano
  - Provenza-Alpi-Costa Azzurra
  - Gironda

### Acrobazie
- Rémy Julienne, già campione di Francia di motocross nel 1957, viene ingaggiato nel 1964 da Gil Delamare (coordinatore degli effetti speciali del film e rinomato stuntman del tempo) al fine di eseguire le acrobazie in moto di Fantomas 70 e doppiare le azioni dei vari motociclisti e di Jean Marais nel grande inseguimento finale.
- Questo è l'unico film in cui Jean Sunny (cascatore specialista su due ruote),  accetta di partecipare, per regolare la sequenza vertiginosa della vettura senza freni, che sfreccia giù per una forte pendenza, nella scena girata al Colle dell'Espigoulier, in prossimità di Aubagne e Cassis, e al Colle Sainte-Anne tra Allauch e Mimet.
- Jean Marais esegue quasi tutte le acrobazie del film.
- Al fine di non comparire inferiore a Jean Marais a livello fisico, Louis de Funès esegue un'acrobazia da stuntman che include un salto da un ponte per piombare su un treno a vapore in corsa. La scena si è svolta senza incidenti ed è stata preparata e controllata da Gil Delamare.

## Sequel
Il film ebbe due seguiti, per un totale quindi di tre pellicole:
- Fantomas minaccia il mondo (Fantômas se déchaîne) (1965)
- Fantomas contro Scotland Yard (Fantômas contre Scotland Yard) (1967)